# Consigny
Consigny is een gemeente in het Franse departement Haute-Marne (regio Grand Est) en telt 67 inwoners (2009). De plaats maakt deel uit van het arrondissement Chaumont.

## Geografie
De oppervlakte van Consigny bedraagt 11,8 km², de bevolkingsdichtheid is dus 5.7inwoners per km².
De onderstaande kaart toont de ligging van Consigny met de belangrijkste infrastructuur en aangrenzende gemeenten.

## Demografie
Onderstaande figuur toont het verloop van het inwonertal (bron: INSEE-tellingen).